# Pókháló (Agatha Christie-színdarab)
A Pókháló (Spider's Web) Agatha Christie 1954-ban bemutatott színdarabja. A színdarabot a West Enden Peter Saunders produkciójában, a londoni Savoy színházban mutatták be 1954. december 14-én.
Ez minden idők második legsikeresebb Agatha Christie-színdarabja 744 előadással, és tovább játszották, mint A vád tanúját, melyet egy évvel korábban, 1953-ban mutattak be.
1955 márciusában maga II. Erzsébet brit királynő is megtekintette a színdarabot férjével, Fülöp edinburgh-i herceggel, valamint húgával, Margit hercegnővel együtt.
A darabot Magyarországon először a Kecskeméti Katona József Nemzeti Színház Ruszt József kamaraszínpadán mutatták be 2022. január 8-án Herczegh Gabriella fordításában, Sipos Imre rendezésében, Märcz Fruzsina (Clarissa), Dunai Tamás (Delahaye), Varga Zoltán (Hugo) és Orth Péter (Jeremy) főszereplésével.
A színdarabot 2010-ben az Európa Könyvkiadó is kiadta a Négy színmű kötet részeként Herczegh Gabriella fordításában.
A színművet Charles Osborne írta át önálló regénnyé, ugyanezzel a címmel.

## Szereplők
- Sir Rowland Delahaye
- Hugo Birch
- Jeremy Warrender
- Clarissa Hailsham-Brown
- Pippa Hailsham-Brown
- Mildred Peake
- Elgin
- Oliver Costello
- Henry Hailsham-Brown
- Lord felügyelő
- Jones rendőr
- Doktor (csak hang)

## Szinopszis
Clarissa, Henry Hailsham Brown második felesége, élvezetét leli a kalandos történetek mesélésében, viszont amikor gyilkosság történik a nappalijában, az igazi drámával már sokkal nehezebben birkózik meg, különösen, hogy a fiatal mostohalánya, Pippa is a gyanúsítottak között van. Hogy a szituáció még kínosabb legyen, az áldozat az a férfi, aki Henry első házasságát romba döntötte. Clarissa hamar rájön, hogy a tények gyakran sokkal hátborzongatóbbak, mint a fikció...
Christie a feszültség és a humor határán egyensúlyozva tálalja e néhol már parodisztikus detektívthrillert, melyben gyilkosság, drogfüggőség, rendőrség, láthatatlan tinta és rejtett csapóajtók és titkos fiókok egyaránt szerepet kapnak.